# مارک فیورستین
مارک فیورستین (به انگلیسی: Mark Feuerstein) (زاده ۸ ژوئن ۱۹۷۱) بازیگر آمریکایی است. از آثاری که او در آن بازی کرده است، می‌توان به فیلم‌های زن در بالا، در موقعیت او، لری گی و مقررات درگیری و مجموعه فرار از زندان اشاره نمود.